# Dennis Black Magic
Dennis Burkas alias Dennis Black Magic (Genk, 1 juli 1974) was van 1999 tot 2020 een Belgisch pornoproducent. Hij werd meerdere malen veroordeeld voor aanranding en verkrachting van minderjarigen, fraude en oplichting.

## Levensloop
Burkas werd geboren in België maar heeft een Griekse moeder en een Wit-Russische vader. Op school ging het Burkas niet goed af en na een geweldsincident werd hij van school gestuurd. Hierna ging hij in een drukkerij werken en later begon hij een reclamebureau.
Nadat hij Eddy Lipstick had leren kennen, werd hij diens rechterhand als pornoregisseur. Toen Lipstick naar het buitenland trok, nam Burkas het roer in België over. Hij produceerde zijn eerste film in 1999. Regi Penxten zorgde voor de achtergrondmuziek in de film. Later maakte hij nog een film met Liesel Pauwels, een deelneemster van het programma Big Brother nadat ze contact met hem had opgenomen. Rond deze tijd raakte hij ook bekend bij het brede publiek, onder meer via de op VT4 uitgezonden docureeks Bloot en meedogenloos, met de veroordeelde pornokoning Eddy Lipstick en zijn pupil Dennis Black Magic.
Rond de eeuwwisseling produceerde Burkas verschillende pornofilms, waarvan echter nog weinig sporen zijn terug te vinden en bracht hij naaktkalenders uit met bekende Vlamingen, onder wie Tanja Dexters, Inge Moerenhout en Ann Vervoort. Hij wist bekende namen zoals Eva Pauwels en Pascale Bal te strikken voor zijn naakttijdschrift Cover. Rond dezelfde tijd kwam hij ook in contact met Zillion-uitbater Frank Verstraeten. Toen VTM-docureeks Telefacts in 2002 aan het licht bracht dat Burkas de dancing gebruikte om pornofilms te draaien zonder de toestemming van de acteurs, werden hij en Verstraeten aangeklaagd wegens openbare zedenschennis. Hiervoor werden zij echter in 2004 vrijgesproken. Het was het begin van een lange lijst rechtzaken.
In 2020 maakte Burkas bekend dat hij zich terugtrok uit de porno-industrie.
Sinds mei 2022 is Burkas verloofd met Helena Catoir, een Playboy-model uit België, die begin 2022 zijn internethandel overnam. Catoir beviel later van een zoon, de vader bleek onbekend te zijn na verklaringen van Catoir.
Sinds begin 2024 werkt hij samen met Nicky Vankets aan een modelijn.

## Juridische zaken
Na de zaak in 2002 werd hij beschuldigd van schriftvervalsing en verduistering, en kwam in aanraking met justitie onder meer door het fraude met werkloosheidsuitkeringen. Na een faillissement was de vennootschap van Burkas overgegaan op de naam van zijn moeder, en vanaf dat ogenblik was hij werkloos.
Half september 2004 ondernam hij samen met zijn vriendin Kelly een zelfmoordpoging, die mislukte.
Op 23 september 2004 werd Black Magic Media Productions B.V.B.A failliet verklaard. De schuldeisers lieten beslag leggen op al zijn goederen. Burkas en zijn vriendin hadden ondertussen de benen genomen naar het zuiden. De "Black Magic Adultshop" te Edegem werd in november 2004 heropgestart door OrlandoXX, maar deze ging vijf maanden later eveneens failliet.
In maart 2007 werd Burkas veroordeeld tot een jaar gevangenisstraf voor frauduleuze praktijken na het faillissement van zijn filmbedrijfje.
In 2006 kwam hij opnieuw in opspraak na het beschieten van een VTM-cameraploeg.
Op 24 augustus 2008 werd Burkas bij verstek veroordeeld door het hof van beroep te Antwerpen tot 12 maanden cel, met verbeurdverklaring van 108.188,40 euro, wegens valsheid in geschrifte, misbruik van vertrouwen en oplichting.
Burkas werd begin december 2010 opgepakt in Tsjechië, nadat er een internationaal aanhoudingsmandaat tegen hem was uitgevaardigd. Hij werd toen overgevlogen vanuit Praag en in de gevangenis van Antwerpen opgesloten.
In 2022 werd zijn boek De Zwarte Magie van Dennis: Pornokoning tegen wil en dank door de uitgever Mediageuzen uit de handel genomen. Zij deden afstand van het boek omdat Burkas zich voordeed als hoofdredacteur of CEO van P-magazine om onder dit mom seksuele diensten van jonge modellen gedaan te krijgen.
Eind 2022 verbood de Leuvense burgerlijke rechtbank Burkas verder belastende zaken te schrijven over Joyce De Troch op sociale media. Hij hield zich echter niet aan het verbod.
Op 11 april 2023 liep een interview van een Britse podcastmaker volledig uit de hand. De podcastmaker werd met de dood bedreigd. Hierbij liet Burkas een pistool zien volgens de podcastmaker. In de podcast beweerde Burkas dat hij beschermd werd door machtige politici en daardoor vrij rondliep en een held in België was.

## Aanklachten van aanranding en verkrachting
In 2008 werd hij tot een jaar effectieve gevangenisstraf veroordeeld wegens aanranding van eerbaarheid van een vijftienjarig meisje.
In maart 2011 werd hij veroordeeld tot vier jaar cel wegens verkrachting van een ander vijftienjarig meisje. Hij werd aangehouden op 31 december 2011 in het Noord-Griekse Thessaloniki, waarnaar hij gevlucht was om te ontsnappen aan zijn celstraf.
Burkas haalde in 2017 de media met een pornoparodie op scripted-reality-reeks Echte verhalen: De Buurtpolitie, getiteld Slechte verhalen: De politie van de buurt. Kort daarna werd hij echter weer veroordeeld tot achttien maanden cel wegens aanzetten tot ontucht van minderjarigen.
In maart 2021 werd Burkas opnieuw in hechtenis genomen op verdenking van verkrachting.
Eind 2023 werd Burkas doorverwezen naar de correctionele rechtbank op verdenking van zedenfeiten, meer bepaald de verkrachting van acht vrouwen, de aanranding van negen vrouwen en bezit van kinderporno. De rechtbank in Tongeren vroeg 5 jaar cel. Naar verluidt beloofde Burkas de dames een grote carrière in de porno-industrie en wilde hij daarvoor seksuele wederdiensten. Zoals steeds ontkende Burkas de beschuldigingen. Burkas krijgt hiervoor uiteindelijk 7 jaar effectieve celstraf met directe aanhouding.
Tegen deze veroordeling tekende zijn advocaat Mounir Souidi, gekend van de Zaak-El Kaouakibi, beroep aan en vroeg voorlopige vrijlating, dit werd echter geweigerd door het Hof van Antwerpen .
Eind 2024 komt er een nieuwe advocaat ten tonele , Meester  Walter Van Steenbrugge gooit het over een andere boeg en wil alle getuigen opnieuw verhoren.
Eind februari komt Burkas voorlopig vrij na het betalen van een borgsom van 20.000 € , dit terwijl hij veroordeeld is tot 7 jaar cel voor de verkrachting van 8 vrouwen. De borgsom van 20.000 € kwam er nadat Meester Walter Van Steenbrugge in beroep ging op het vonnis van . De correctionele rechtbank van Tongeren heeft deze 20.000 borg geplaatst daar het niet de eerste maal zou zijn dat Burkas van de aardbol zou verdwijnen.

## Filmografie[52]
- 1999 - Cover Story in Belgium
- 2001 - Art of Sex
- 2002 - Big House Being
- 2003 - 54: the Legend
- 2004 - Blowjob Special 1
- 2004 - Blowjob Special 2
- 2005 - Secrets
- 2005 - Perfection: Pure Passion
- 2005 - Perfection: Touch Me
- 2005 - Porn Angels
- 2005 - Porn Star
- 2006 - Anal Revenge
- 2006 - Obsessed
- 2006 - XXX The Sexual Level
- 2007 - Dark Secrets (II)
- 2007 - Femme Fatale
- 2007 - Mirror Effect
- 2007 - Pure Magic Nella's Touch

## Auteur
- De Zwarte Magie van Dennis: Pornokoning tegen wil en dank (2020)